# Dinastia Cajar
A Dinastia Cajar (em persa: دودمان قاجار) (1789–1925) foi uma dinastia iraniana  fundada por Maomé Cã (r. 1789–1797) do clã Qoyunlu da tribo turcomana cajar. 
O governo efetivo da dinastia no Irã terminou em 1925, quando o Majlis do Irã, reunido como uma assembleia constituinte em 12 de dezembro de 1925, declarou Reza Xá, um ex-brigadeiro-general da Brigada Cossaca Persa, como o novo Xá do Estado Imperial da Pérsia.

## Lista dos monarcas cajares
| N°. | Xá                   | Retrato | Reinado               | Reinado               | Tughra |
| --- | -------------------- | ------- | --------------------- | --------------------- | ------ |
| 1   | Maomé Cã Cajar       |         | 1789                  | 17 de junho de 1797   |        |
| 2   | Fate Ali Xá Cajar    |         | 17 de junho de 1797   | 23 de outubro de 1834 |        |
| 3   | Maomé Xá Cajar       |         | 23 de outubro de 1834 | 5 de setembro de 1848 |        |
| 4   | Naceradim Xá Cajar   |         | 5 de setembro de 1848 | 1º de maio de 1896    |        |
| 5   | Mozafaradim Xá Cajar |         | 1º de maio de 1896    | 3 de janeiro de 1907  |        |
| 6   | Maomé Ali Xá Cajar   |         | 3 de janeiro de 1907  | 16 de julho de 1909   |        |
| 7   | Amade Xá Cajar       |         | 16 de julho de 1909   | 31 de outubro de 1925 |        |

## Família imperial qajar
A Família Imperial qajar no exílio é atualmente chefiada pelo descendente mais velho de Mohammad Ali Shah, o sultão Mohammad Ali Mirza qajar, enquanto o herdeiro presuntivo do trono qajar é Mohammad Hassan Mirza II, neto de Mohammad Hassan Mirza, irmão do sultão Ahmad Shah e herdeiro. Mohammad Hassan Mirza morreu na Inglaterra em 1943, tendo-se autoproclamado xá no exílio em 1930, após a morte de seu irmão na França.
Hoje, os descendentes dos cajares muitas vezes se identificam como tal e realizam reuniões para se manterem socialmente familiarizados através da Associação Familiar Cajar,  muitas vezes coincidindo com as conferências e reuniões anuais da Associação Internacional de Estudos Cajar (IQSA). A Associação Familiar Cajar foi fundada pela terceira vez em 2000. Duas associações familiares anteriores foram interrompidas devido à pressão política. Os escritórios e arquivos da IQSA estão armazenados no Museu Internacional de História da Família em Eijsden.

### Títulos e estilos
O xá e sua consorte foram denominados Majestade Imperial. Seus filhos eram tratados como Alteza Imperial, enquanto os netos de linhagem masculina tinham direito ao estilo inferior de Alteza; todos eles ostentavam o título de Shahzadeh ou Shahzadeh Khanoum. 

## Pessoas notáveis
- Mohammad Mosaddegh, primeiro-ministro do Irã e sobrinho do príncipe Abdol Hossein Mirza Farmanfarma.
- Amir Abbas Hoveyda, economista e político iraniano, primeiro-ministro do Irã de 1965 a 1977, descendente de qajar por parte materna
- Abdol-Hossein Sardari, Cônsul Geral na Embaixada do Irã em Paris 1940–1945; ajudou e salvou as vidas de judeus em perigo de deportação, emitindo-lhes passaportes iranianos. Um qajar Qoyunlu e através de sua mãe neto da princesa Malekzadeh Khanoum Ezzat od-Doleh, irmã de Nasser ed-Din Shah.
- Agacão III, Presidente da Liga das Nações de 1937 a 1938, um dos fundadores e o primeiro presidente da Liga Muçulmana de Toda a Índia e o 48º Imame dos Muçulmanos Ismaelitas Nizari.

- Agacão IV, o 49º e atual Imam do Ismailismo Nizari, uma denominação do Ismailismo dentro do Islamismo Xiita.

- Sadegh Hedayat, um descendente qajar através da linha feminina